# Ано-Льосия
А́но-Льо́сия (греч. Άνω Λιόσια) — город в Греции, северный пригород Афин. Расположен на высоте 160 метров над уровнем моря, на Афинской равнине, к югу от Парниса и к северо-востоку от Пойкилона, в 27 километрах к северо-западу от Афинского международного аэропорта «Элефтериос Венизелос», в 3 километрах к западу от города Ахарне, в 3 километрах к северу от Каматерона и в 11 километрах к северу от центра Афин, площади Омониас. Административный центр общины (дима) Фили в восточной части периферийной единицы Западной Аттики в периферии Аттике. Население 33 565 жителей по переписи 2011 года. Площадь 38,447 квадратного километра.
Автострада «Аттика» (А6 и А65), часть европейского маршрута E94 пересекает город с востока на запад. В городе находится железнодорожная станция «Ано-Льосия», которая обслуживает пригородную железную дорогу Афин.

## История
7 сентября 1999 года афинское землетрясение повредило, по разным оценкам, от сотни до тысячи жилых домов. Лесные пожары в Греции 2007 уничтожили окрестные леса. В этом районе живёт значительное число цыган.

## Спорт
В 2001 году в городе проходил 11-й международный шахматный турнир. В Ано-Льосии располагаются следующие спортивные команды:
- «Акратитос» — греческий футбольный клуб, основанный в 1963 году
- Дас Ано-Лиосия — греческая баскетбольная команда.

Спортивные объекты:
- Олимпийский зал Ано-Льосии[греч.]
- Закрытый зал Зофрия — баскетбольная площадка, которой пользуется клуб АЕК.
- Запасной домашний стадион Акратитоса.
- Баскетбольная арена для клуба Дас Ано-Лиосия.

## Население
| 1951 | 1961 | 1971   | 1981   | 1991   | 2001   | 2011    |
| ---- | ---- | ------ | ------ | ------ | ------ | ------- |
| 1660 | 3348 | 11 388 | 16 862 | 21 925 | 27 305 | ↗33 565 |